# Bartodzieje (Grójec)
Pour les articles homonymes, voir Bartodzieje.
Bartodzieje (prononciation : [bartɔˈd͡ʑejɛ]) est un village polonais de la gmina de Belsk Duży dans le powiat de Grójec de la voïvodie de Mazovie dans le centre-est de la Pologne.
Il se situe à environ 10 km au sud-est de Belsk Duży (siège de la gmina), 11 km au sud-est de Grójec (siège du powiat) et à 49 km au sud de Varsovie (capitale de la Pologne).

## Histoire
De 1975 à 1998, le village appartenait administrativement à la voïvodie de Radom.